# Bockenem
Bockenem is een gemeente in de Duitse deelstaat Nedersaksen, en maakt deel uit van het Landkreis Hildesheim. Bockenem telt 9.780 inwoners.
De gemeente bestaat uit het stadje Bockenem en een groot aantal omliggende kleine dorpen, te weten:
(tussen haakjes het aantal inwoners per 31 december 2015): Bönnien (472), Bornum (1161), Bültum (136), Groß Ilde (196), Hary (339), Jerze (175), Klein Ilde (61), Königsdahlum (372), Mahlum (493), Nette (421), Ortshausen (236), Schlewecke (562), Störy (230), Upstedt (217), Volkersheim (853), Werder (118)  en Wohlenhausen (86).
Bockenem werd gesticht in 1154 en verkreeg stadsrecht omstreeks 1300. Vanaf 1427 was Bockenem een lid van de Hanze.
Het stadje is, vooral rondom het plein Buchholzmarkt, zeer schilderachtig.

## Afbeeldingen

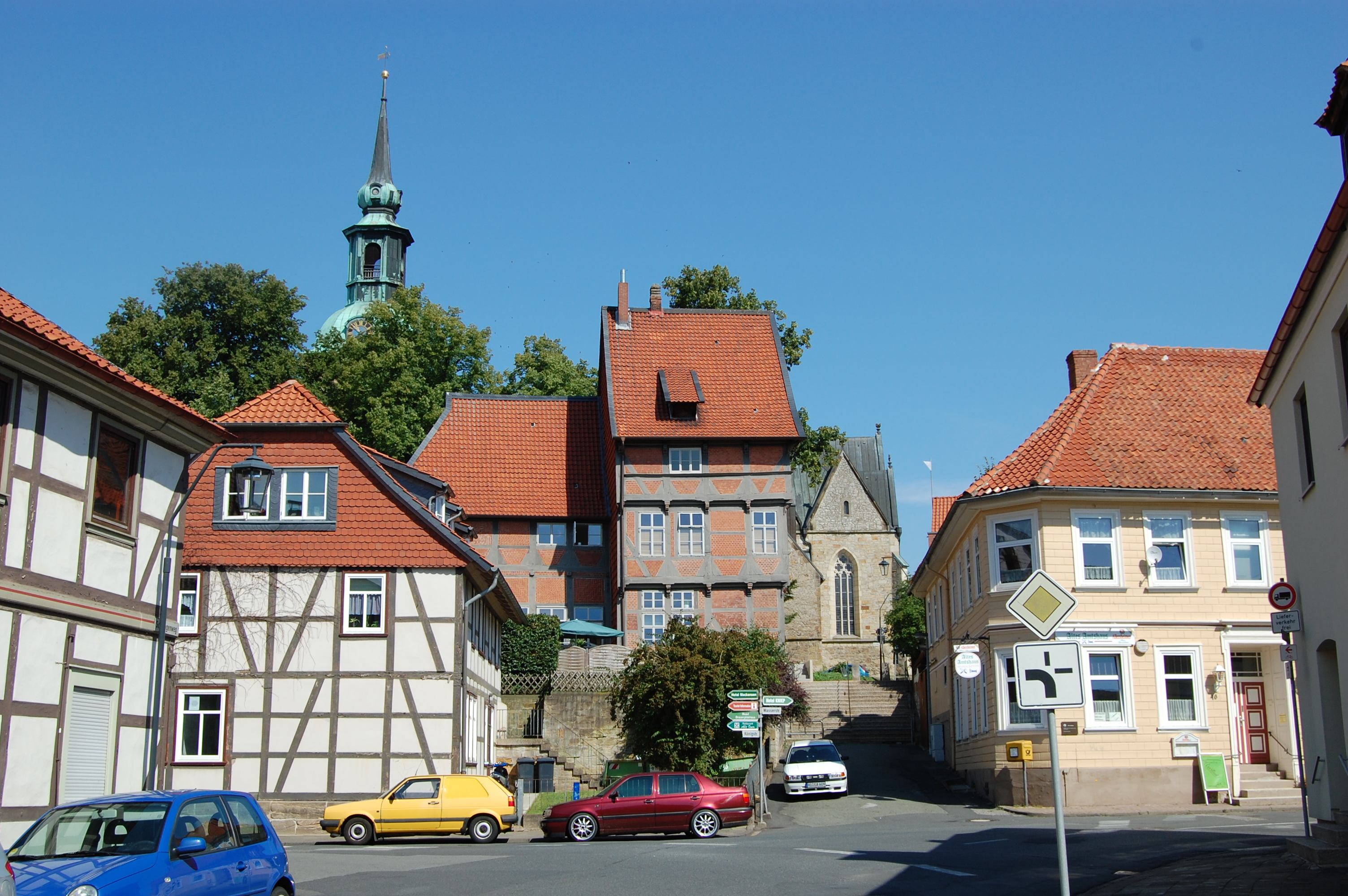
Superintendentur
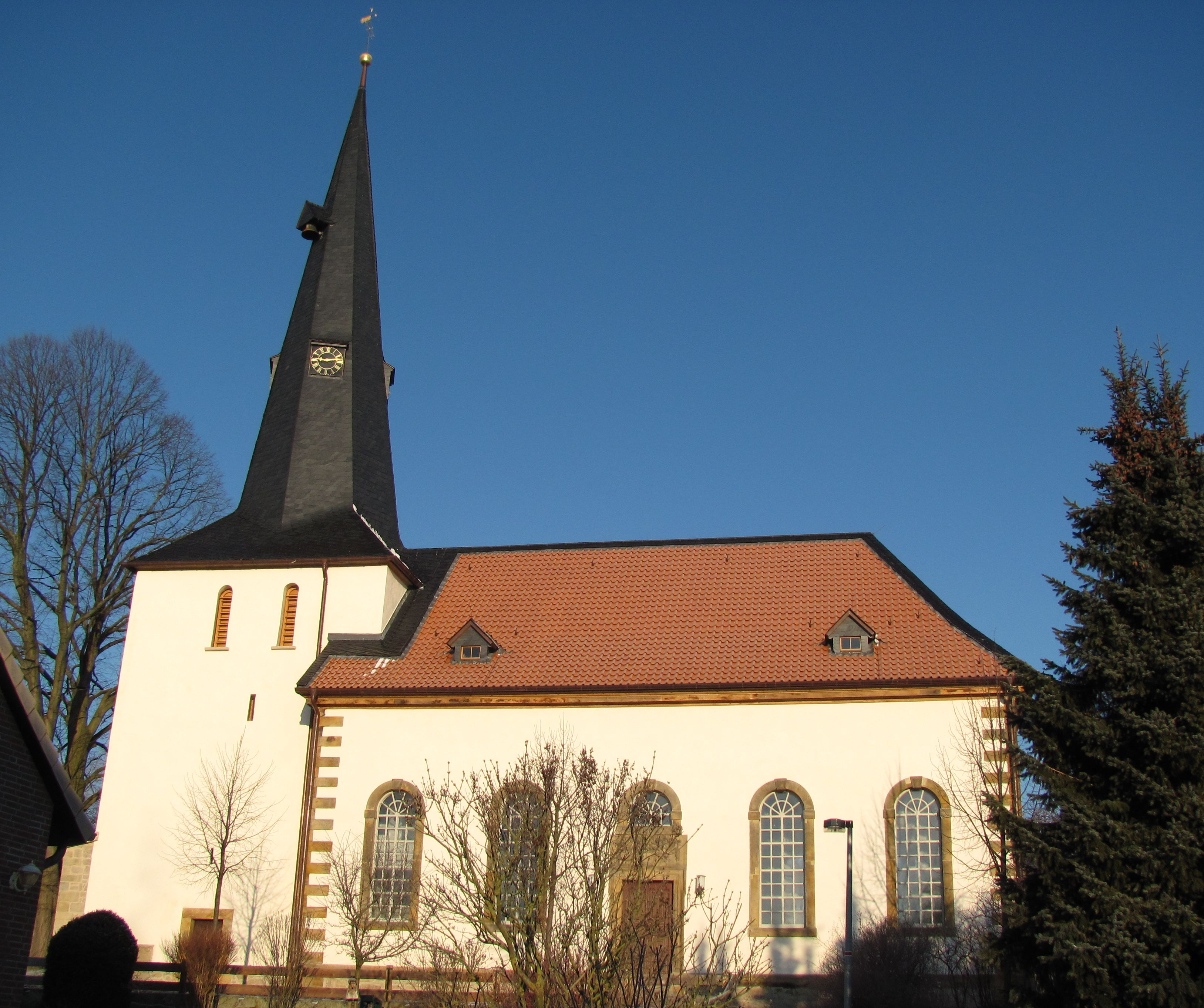
Nette-kerk
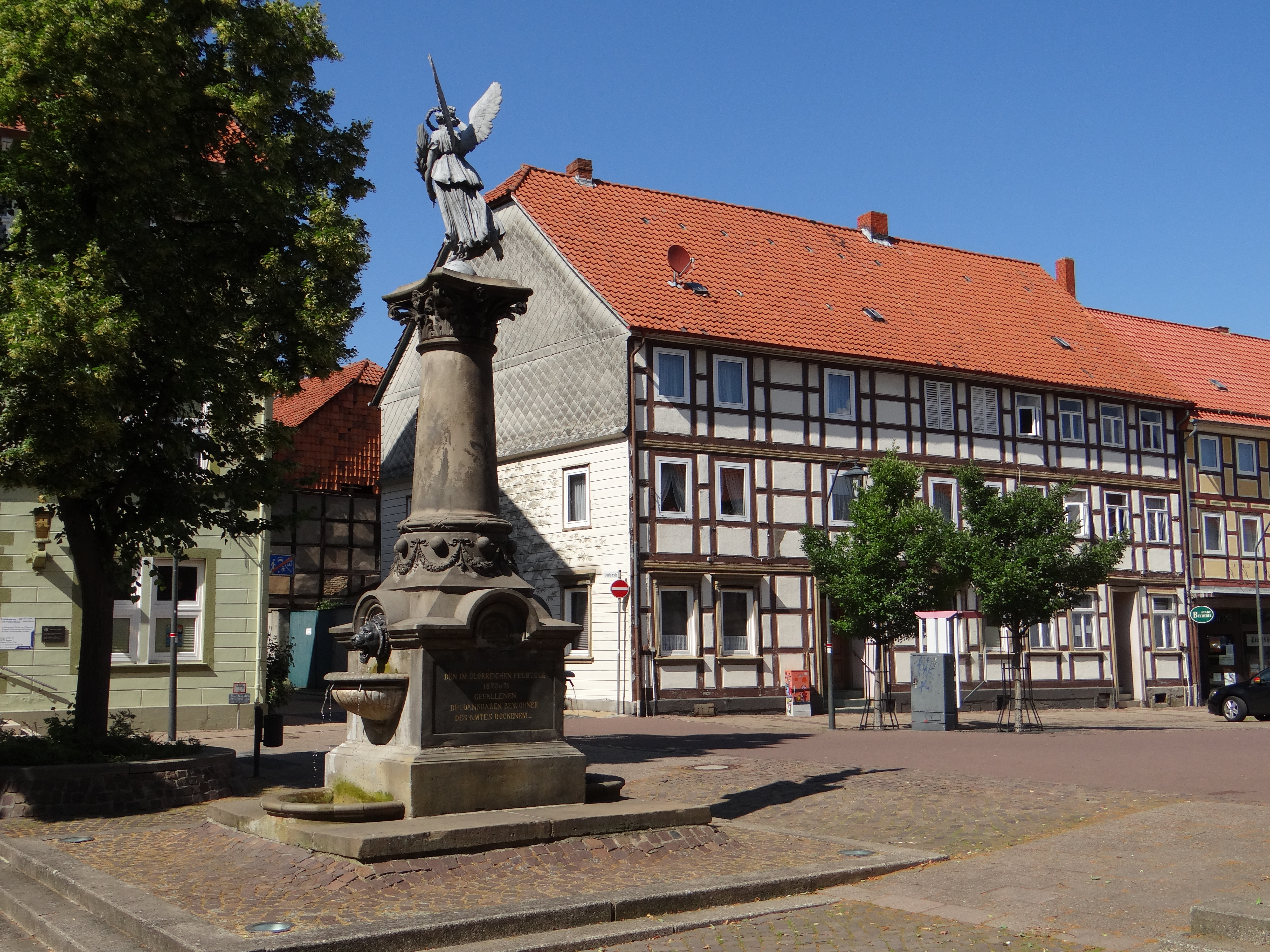
Vakwerkhuius, Buchholzmarkt
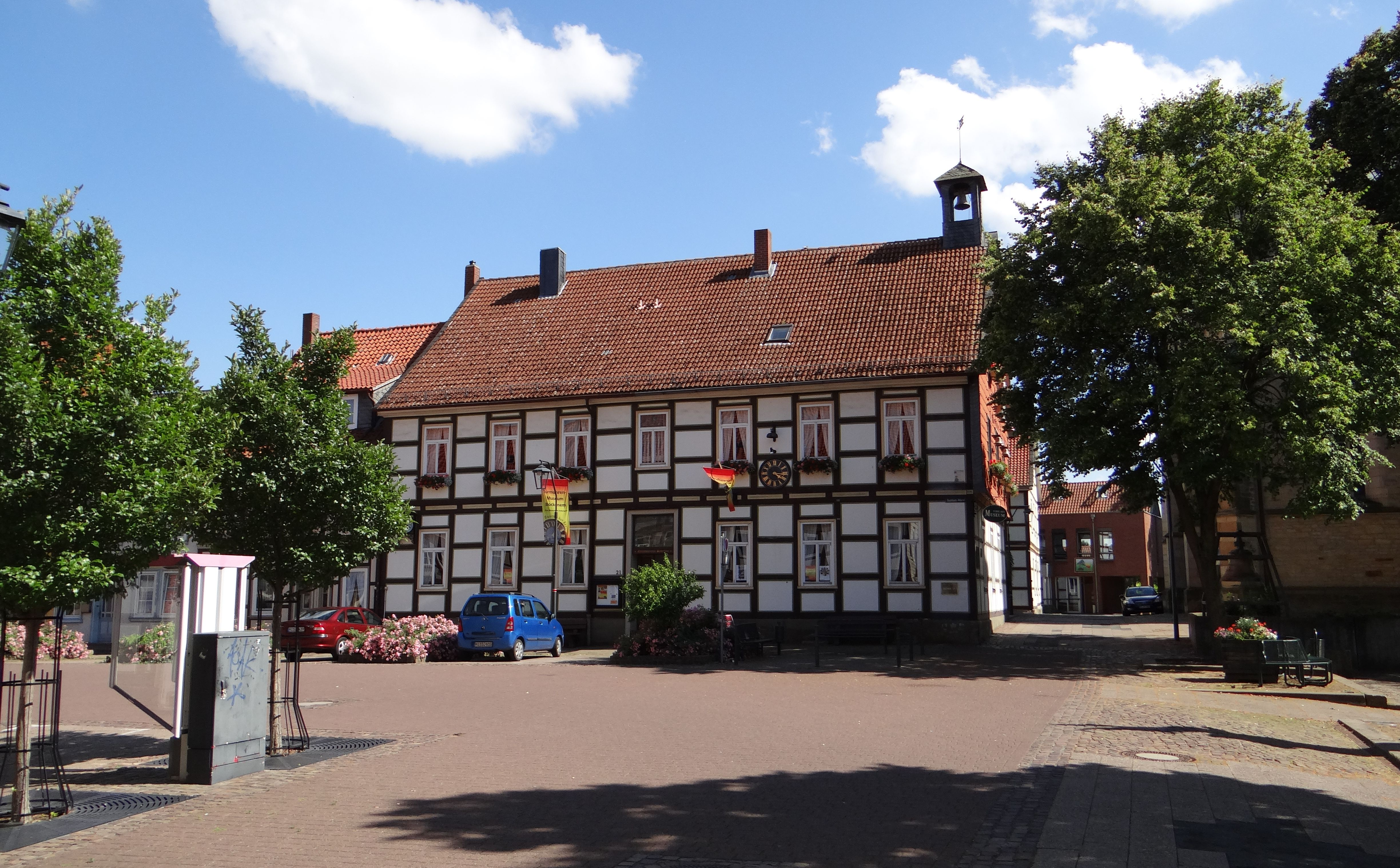
Torenklokkenmuseum
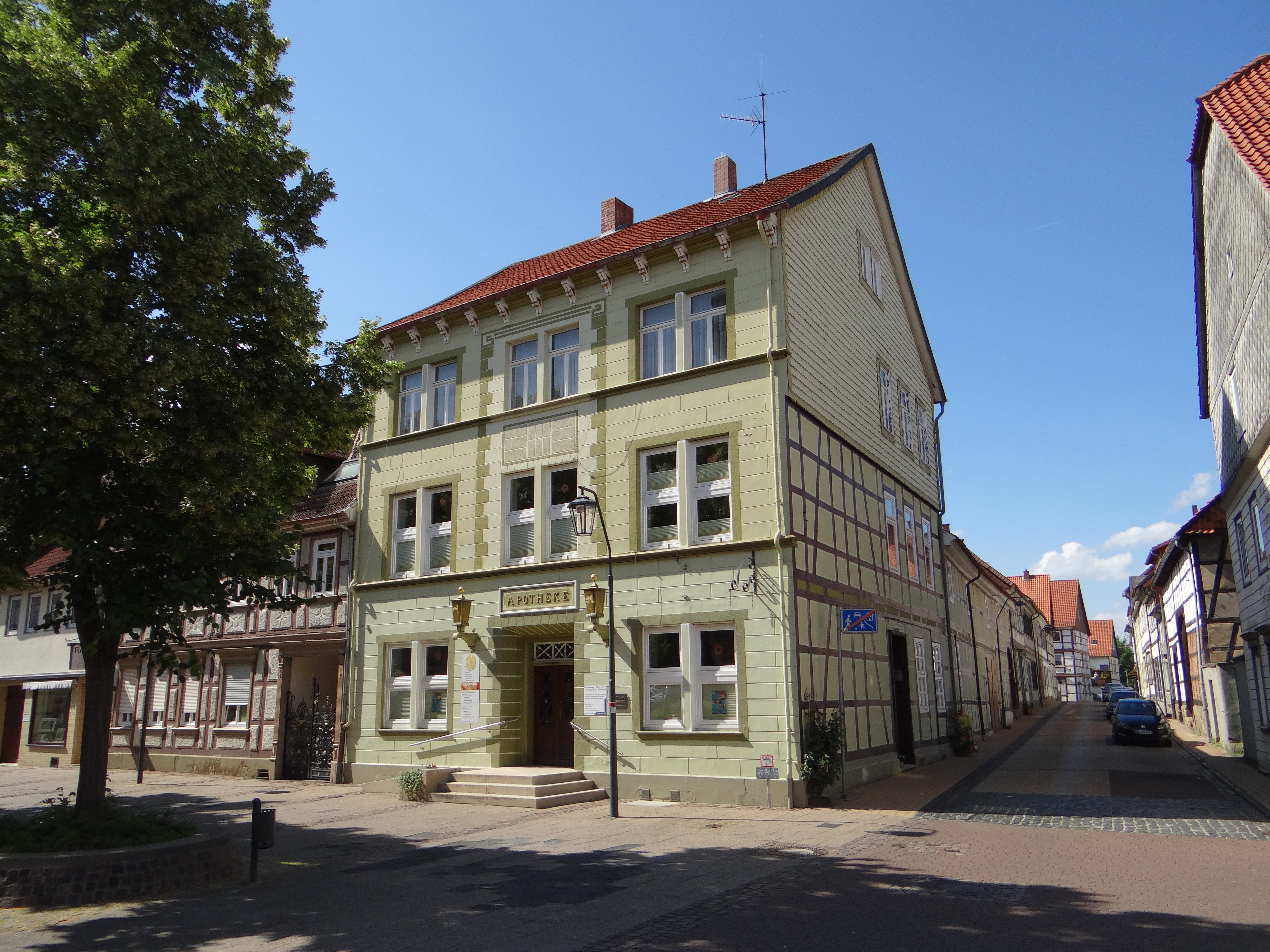
Apotheek, Buchholzmarkt
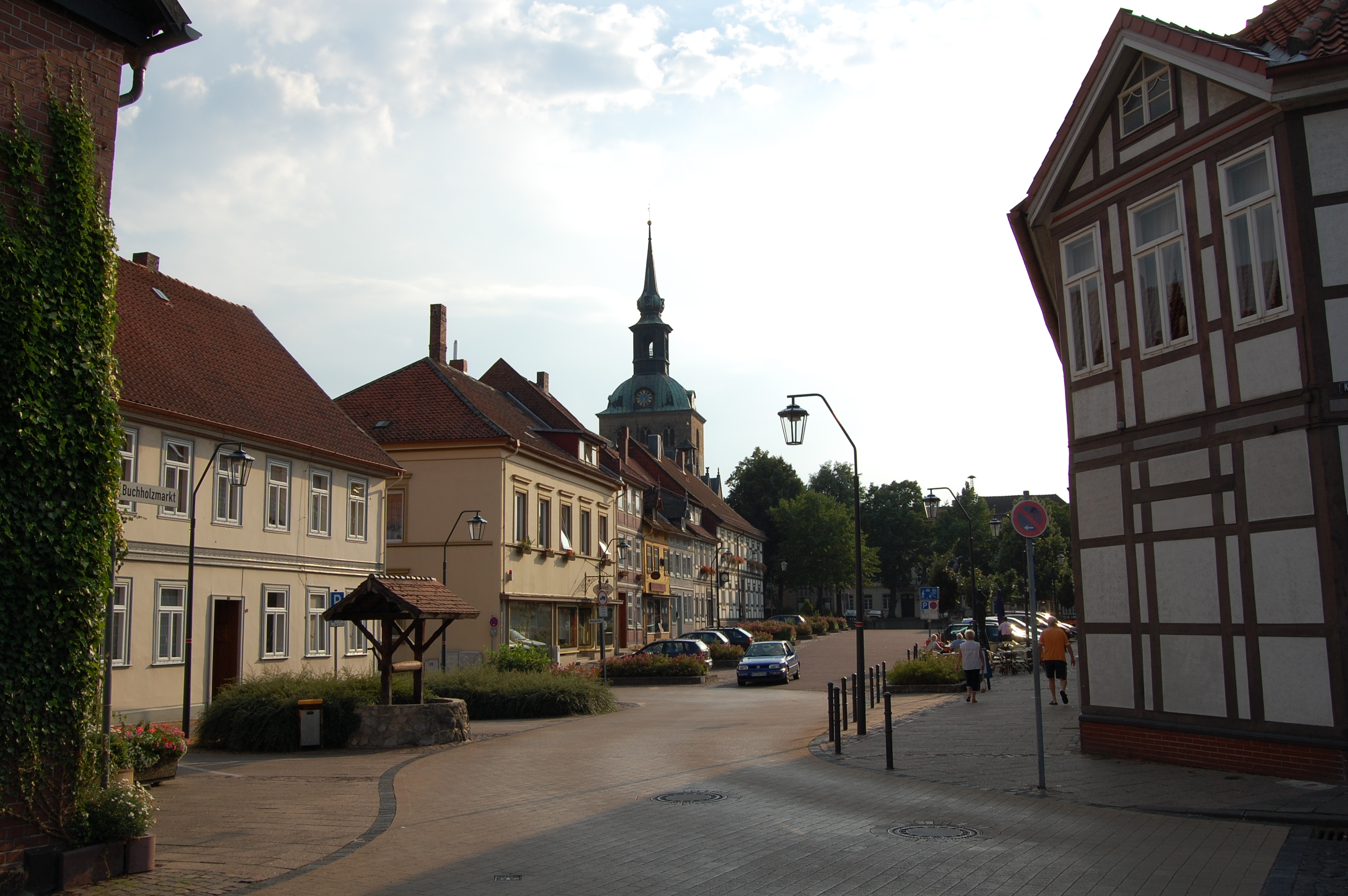
Buchholzmarkt

## Demografie

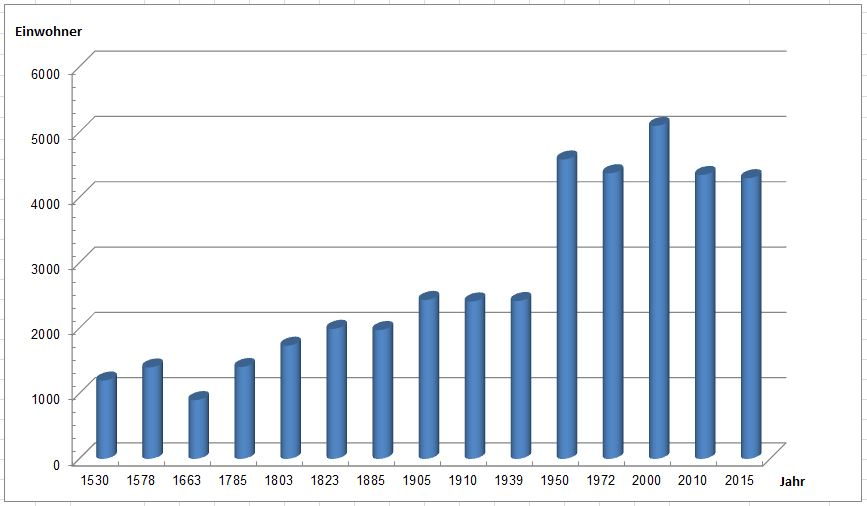
Inwoners Bockenem

- Bibliothèque nationale de France: cb155738096 (data)
- Gemeinsame Normdatei: 4007337-3
- Library of Congress Control Number: n84219334
- MusicBrainz: 839eec3f-4438-4ec5-8fc1-4fd506672071
- Nationale Bibliotheek van Israël: 987007559932405171
- Virtual International Authority File: 167810282
- WorldCat: E39PBJwtkJDVjHmHTwpTxYMwYP

Adenstedt ·
Alfeld (Leine) ·
Algermissen ·
Almstedt ·
Bad Salzdetfurth ·
Banteln ·
Betheln ·
Bockenem ·
Brüggen ·
Coppengrave ·
Despetal ·
Diekholzen ·
Duingen ·
Eberholzen ·
Eime ·
Elze ·
Everode ·
Freden (Leine) ·
Giesen ·
Gronau (Leine) ·
Harbarnsen ·
Harsum ·
Hildesheim ·
Holle ·
Hoyershausen ·
Lamspringe ·
Landwehr ·
Marienhagen ·
Neuhof ·
Nordstemmen ·
Rheden ·
Sarstedt ·
Schellerten ·
Sehlem ·
Sibbesse ·
Söhlde ·
Weenzen ·
Westfeld ·
Winzenburg ·
Woltershausen